# ジャック・ペニャーテ
ジャック・ファビアン・ペニャーテ（Jack Fabian Peñate、1984年9月2日 - ）は、ジャック・ペニャーテ(Jack Peñate)の名で活動するイギリスのミュージシャン、シンガーソングライター。ソロアーティストではあるが、バンドサウンド主体の音楽を製作している。

## 来歴
ロンドンのクラブやバーで演奏していたジャック・ペニャーテは2006年インディーレーベルのXLレコーディングスと契約。「Second, Minute or Hour」「Spit at Stars」といった曲が話題になり、期待の新人として知られるようになる。2007年、デビューアルバムの発売を発表。6月に発売したシングル「Torn on the Platform」が全英7位、BBC RADIO1の看板ロック番組JO WHILEY SHOWのシングル・オブ・ザ・ウィークに選ばれる。10月、満を持して発売した1stアルバム『マチネ』は全英7位、NME誌の表紙を飾った。
2009年、2ndアルバム『エブリシング・イズ・ニュー』を発売。
2019年、3rdアルバム『After You』をリリースする。

## ディスコグラフィー
スタジオアルバム 
- Matinée / マチネ (2007年) 全英7位
- Everything Is New / エブリシング・イズ・ニュー  (2009年) 全英16位
- After You (2019年)

## 来日公演
- 2007年
  - 9月3日 東京 原宿アストロホール
- 2008年
  - 2月10日 東京 Duo Music Exchange
  - 2月11日 大阪 心斎橋Club Quattro
- 2009年
  - 8月7日 千葉 幕張メッセ - SUMMER SONIC TOKYO
  - 8月8日 大阪 舞洲スポーツアイランド - SUMMER SONIC OSAKA